# 리사 랜들
리사 랜들(Lisa Randall, 1962년 6월 18일-)은 미국의 이론물리학자이다. 현재 입자물리와 우주론에 대한 선도적인 연구로 유명하다. 우주의 복잡한 구조를 설명하기 위한 여분 차원의 여러 논쟁적인 모형에 대해 일해왔으며 가장 널리 알려진 업적은 1999년에 라만 선드럼과 함께 정립한 랜들-선드럼 모형이다. 그녀는 프린스턴 대학교 물리학과에서 처음 종신교원이 된 여성이며, 매사추사츠 공과대학교와 하버드 대학교에서 처음으로 종신교원이 된 여성 이론물리학자이기도 했다.

## 생애

### 어린 시절과 교육
랜들은 뉴욕 시 퀸즈에서 유대인 가정에 태어났다. 여동생 대너 랜들(영어: Dana Randall)은 훗날 조지아 공과대학교의 전산학과 교수가 되었다.
18세의 나이로 1980년도 웨스팅하우스 과학재능 경진대회에서 1등상을 받은 바 있는 그는 1980년에 공립 영재 학교인 스타이브센트 고등학교를 졸업했는데, 동료 물리학자이자 과학 저술가인 브라이언 그린이 동창이었다. 1983년에 하버드 대학교를 졸업한 뒤 1987년에 하워드 조자이의 지도 하에 박사 학위를 받았으며 2004년에는 미국 예술 과학 아카데미의 회원이 되었다. 2006년 1월 2일자 《뉴스위크》는 랜들을 “우리 세대 가장 유망한 이론물리학자 중 한 명”이라고 소개했다.

### 학문 세계

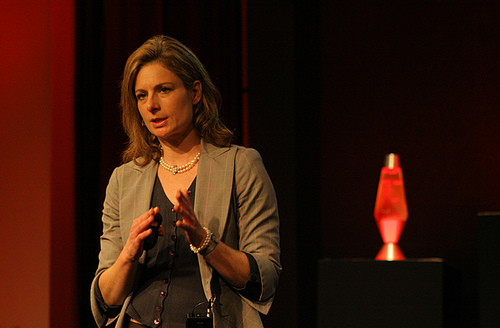
TED에서 강의하는 랜들(2006년).

랜들은 하버드 대학교에서 이론물리학 교수로 재직하면서 입자물리학과 우주론을 연구하고 있다. 그녀의 연구는 기본 입자와 기본 힘에 대한 것으로 여러 가지 모형 연구와도 얽혀 있는데 그 중 가장 최근의 모형으로 랜들-선드럼 모형이 있다. 또한 랜들은 초대칭, 표준 모형, 급팽창 이론, 중입자생성, 대통일 이론, 일반 상대성 이론 연구에도 관계하고 있다. 랜들의 책 《숨겨진 우주》(Warped Passages)는 2005년에 《뉴욕 타임즈》에서 100가지 주목할 책으로도 선정되었다.
랜들은 하버드 대학교에서 박사 학위를 받은 뒤 매사추세츠 공과대학교와 프린스턴 대학교에서 교수직을 지내고 2001년, 하버드에 교수로서 돌아왔다. 미국 예술 아카데미, 미국 국립 과학원, 미국 물리학회의 회원이기도 한 랜들은 여러 곳에서 상을 받기도 했다. 2004년에는 이전 5년간 가장 자주 인용된 이론물리학자로 꼽혔다. 2006년에는 미국물리교육자협회(AAPT)에서 상을 받았다. 랜들은 Seed Magazine의 "2005년의 과학 아이콘들"과 《뉴스위크》의 "Who's Next"에도 꼽혔으며 2007년에는 고차원 이론 연구로 인해 《타임》지의 "타임 100"에서 '과학자와 사상가' 부문에 선정되었다. 그 외에도 그는 수많은 학회 조직에 관여하며 다수의 영향력 있는 이론물리학회지의 편집 위원으로 참가하고 있다.
2010년에 작곡가 엑토르 파라(프랑스어: Hèctor Parra)와 프랑스의 음향/음악연구소(IRCAM)와 합작하여 오페라 《하이퍼뮤직: 일곱 평면에서의 사영 오페라》(프랑스어: Hypermusic: A Projective Opera in Seven Planes)의 리브레토를 집필하였다.

## 저서
- Lisa Randall (2011). 《Knocking on Heaven's Door: How Physics and Scientific Thinking Illuminate the Universe and the Modern World》. Ecco. ISBN 9780061723728. 2011년 11월 6일에 원본 문서에서 보존된 문서. 2011년 4월 11일에 확인함.
- Lisa Randall (2005). 《Warped Passages: Unraveling the Universe's Hidden Dimensions》. Ecco. ISBN 9780060531096. 2013년 12월 26일에 원본 문서에서 보존된 문서. 2011년 4월 11일에 확인함.
  - 리사 랜들 (2008). 《숨겨진 우주》. 사이언스 클래식. 김연중, 이민재 옮김. 사이언스북스. ISBN 8983712147.
- 리사 랜들 (2013). 《이것이 힉스다》. 이강영, 김연중, 이민재 옮김. 사이언스북스. ISBN 9788983714664.